# Bachi-Bouzouk (Gérôme)
Bachi-Bouzouk (ou Bachi-Bouzouk noir) est une peinture de l'artiste français Jean-Léon Gérôme. Réalisé à la peinture à l'huile sur toile, le tableau représente un bachi-bouzouk, soldat irrégulier de l'Empire ottoman. La peinture est actuellement exposée au Metropolitan Museum of Art. 

## Description
Peint par Jean-Léon Gérôme entre 1868 et 1869, le tableau représente un modèle noir habillé en bachi-bouzouk, soldats ottomans irréguliers tristement célèbres pour leur brutalité, leur pillage et leur manque de discipline. Gérôme peignit ce tableau surprenant de retour à Paris, après une expédition de douze semaines au Proche-Orient, au début de 1868. Il était alors au faîte de sa carrière. Dans son atelier, il habilla un modèle de tissus qu’il avait acquis au Levant. Les textiles aléatoires et mixtes dont le modèle est habillé rappellent les bachi-bouzouks, car ces soldats étaient traditionnellement non rémunérés et n'adoptaient pas d'uniforme standardisé, ce qui les obligeait à porter tout ce qu'ils pouvaient récupérer lors d'une expédition. C'est un point-clé de la peinture, car la réputation brutale d'un bachi-bouzouk contraste ici avec la tunique en soie, les vêtements de qualité et la noble allure du sujet.  
Le titre turc donné à la toile, qu’on peut traduire par « mauvaise tête », évoque les féroces mercenaires sans foi ni loi qui avaient pour seule solde le butin de leurs pillages. Difficile, pourtant, d’imaginer cet homme vêtu d’une exquise tunique de soie charger l’ennemi sur le champ de bataille. Célèbre pour son habileté à rendre les textures, Gérôme a produit ici un véritable chef-d’œuvre, déployant tout son talent et conférant au modèle une dignité absente de ses autres fantaisies orientalistes.